# Lupinus polyphyllus
Il lupino fogliuto (Lupinus polyphyllus Lindl., 1827) è una pianta della famiglia delle Fabacee originaria del Nordamerica occidentale.
È coltivato come ornamento o come foraggio in gran parte dell'Europa e ampiamente naturalizzato.

## Note

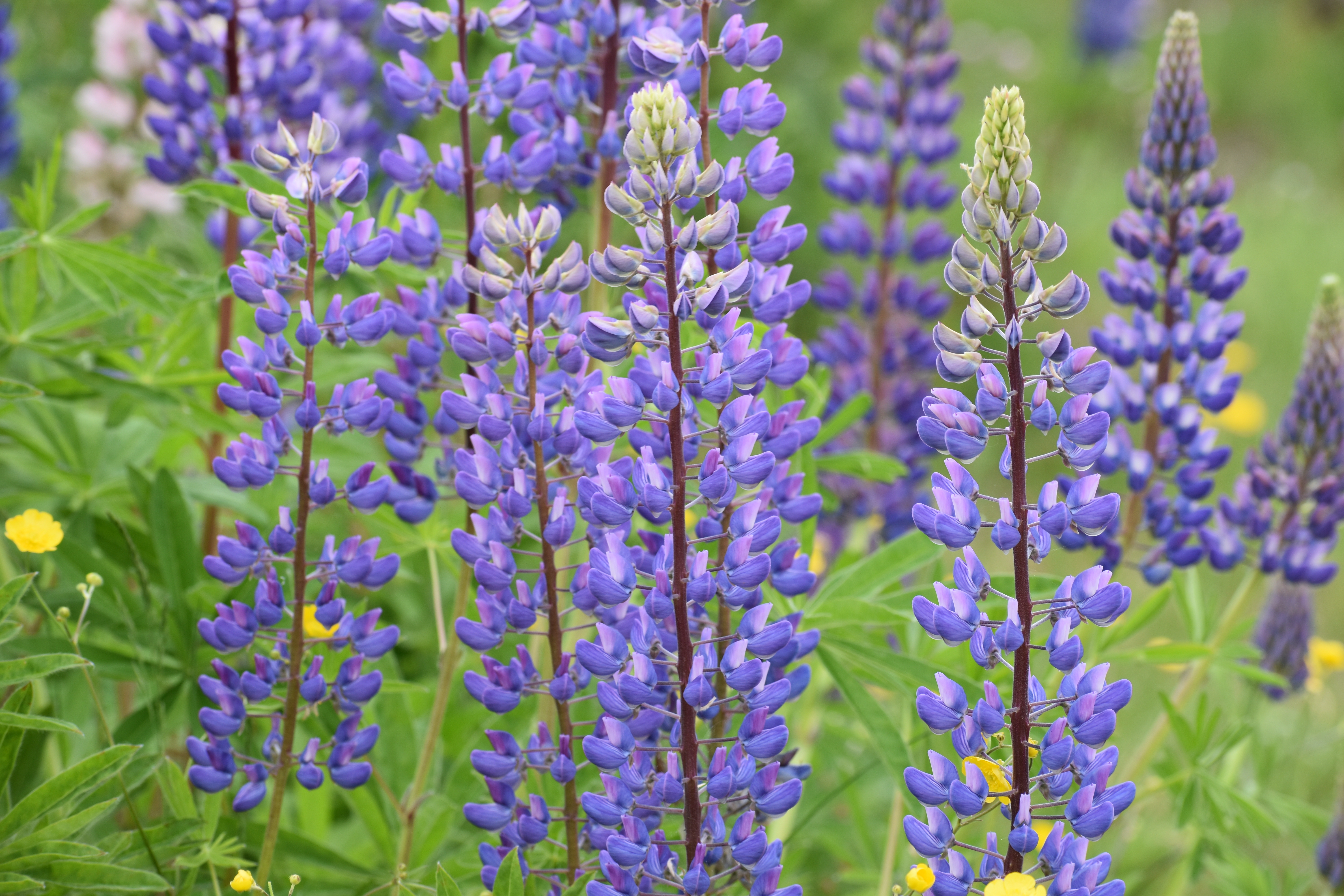
Infiorescenza di lupino naturalizzato in territorio svedese (Lupinus polyphyllus).